# Бекет
Вижте пояснителната страница за други значения на Бекет.
Бекет (на румънски: Bechet) е град в окръг Долж, Влашко, Румъния. Намира се на река Дунав, срещу Оряхово. През 2002 година населението му наброява 3864 жители. Градът заема площ от 25,31 км. Оттук на парахода „Радецки“ се качват Ботевите четници.